# Oszczywilki
Oszczywilki (dawniej niem. Oszczywilken) – uroczysko; dawna miejscowość w Polsce, położona w województwie warmińsko-mazurskim, w powiecie piskim, w gminie Orzysz.
Obecnie teren leśny na północ od Bemowa Piskiego i na południowy zachód od wsi Gorzekały. Wieś nosiła także nazwy: Osziwilken (1907), Oszywilken (1928), a w latach 1928-1945 - Wolfsheide. W serwisie meyersgaz.org występuje pod nazwą Oszywilken, a na prezentowanej mapie jako Osczywilken
W pobliżu dawnej wsi znajduje się mogiła żołnierska.
Na południowy wschód od wsi znajdują się bagniste łąki, nazywane Bocian, dawniejsze jezioro (niem. Boczian See, Espen See). Natomiast wzniesienie (137 m wysokości), znajdujące się na południowy zachód od dawnej wsi, nosiło nazwę Oszczywilskie Pagórki (niem. Osziwilker Höhen, Wolfsheider Höhen).

## Historia
Wieś lokowana w 1566 r. Szkoła we wsi powstała między 1737 a 1743 rokiem. Na początku XX w. urzędowa nazwa wsi brzmiała Osziwilken, w 1928 r. - w ramach akcji germanizacyjnej - zmieniono ją na Wolfsheide, W 1939 r. we wsi mieszkało 294 osób.